# Résolution 1716 du Conseil de sécurité des Nations unies
Membres permanents
- Chine
- États-Unis
- France
- Royaume-Uni
- Russie

Membres non permanents
- Argentine
- Congo
- Danemark
- Ghana
- Grèce
- Japon
- Pérou
- Qatar
- Slovaquie
- Tanzanie

Résolution no 1715 Résolution no 1717
La résolution 1716 du Conseil de sécurité des Nations unies fut adoptée à l'unanimité le 13 octobre 2006. Après avoir réaffirmé toutes les résolutions sur l'Abkhazie et la Géorgie, en particulier la résolution 1666 (de 2006), le Conseil a prorogé le mandat de la Mission d'observation des Nations unies en Géorgie (MONUG) jusqu'au 15 avril 2007.
La résolution, rédigée par la Russie, contenait initialement des références condamnant les opérations géorgiennes dans la vallée de Kodori, mais celles-ci ont ensuite été modifiées pour exprimer une inquiétude.

## Résolution

### Observations
Le Conseil de sécurité a appuyé les efforts politiques du Secrétaire général Kofi Annan, de son Représentant spécial, de la Russie et de l'Organisation pour la sécurité et la coopération en Europe (OSCE). Il a regretté l’absence de progrès vers un règlement du conflit géorgien-abkhaze et a reconnu que de nouvelles tensions étaient apparues en raison des opérations géorgiennes dans la vallée de Kodori.

### Contenu
La résolution réaffirmait l'attachement du Conseil à la souveraineté et à l'intégrité territoriale de la Géorgie à l'intérieur de ses frontières internationalement reconnues. Le Conseil a réaffirmé la nécessité d'un règlement global fondé sur les principes contenus dans le "Document sur les principes fondamentaux de la répartition des compétences entre Tbilissi et Soukhoumi", appelant la Géorgie et l'Abkhazie à utiliser tous les mécanismes contenus dans les résolutions antérieures du Conseil de sécurité pour parvenir à un règlement pacifique. Le Conseil a soutenu les efforts déployés par les deux parties pour trouver de nouvelles solutions pour résoudre le conflit et s'engager dans une coopération économique.
S'adressant aux deux parties, les membres du Conseil se sont déclarés préoccupés par les violations de l'Accord sur le cessez-le-feu et la séparation des forces (Accord de Moscou) et par les opérations géorgiennes dans la vallée de Kodori en juillet 2006. Dans ce contexte, il s'est dit satisfait que les patrouilles conjointes de la MONUG et les forces de maintien de la paix de la CEI soient régulièrement déployées dans la vallée de la Kodori. Toutes les parties ont été invitées à respecter l'Accord de Moscou de 1994.
La résolution 1716 appelait à nouveau la Géorgie à répondre aux préoccupations «légitimes» de l'Abkhazie, tandis que l'Abkhazie devait aborder le retour des réfugiés et des personnes déplacées, en particulier dans la région de Gali. Les deux parties ont été invitées à conclure des accords sur la non-violence et le retour des réfugiés et des personnes déplacées dans la région de Gali. Dans le même temps, la Géorgie et l'Abkhazie ont été félicitées pour avoir présenté des idées comme base d'un dialogue plus poussé en vue d'un règlement du conflit et ont été invitées à donner suite à leur intention de tenir une réunion de haut niveau.
Le Secrétaire général a été chargé d'étudier les moyens d'améliorer la confiance, le bien-être et la sécurité des résidents des districts de Gali et de Zougdidi.
Le texte de la résolution a rappelé aux deux parties d’assurer la sécurité et la liberté de mouvement de la MONUG, de la force de la CEI et d’autres. Les efforts visant à mettre en œuvre la politique de tolérance zéro en matière d'exploitation sexuelle ont été bien accueillis et le mandat de la MONUG a été prorogé jusqu'au 15 avril 2007. Le Secrétaire général était tenu de rendre compte régulièrement de la situation, en particulier de l'évolution de la situation dans la vallée de Kodori.